# Ратешти (Бузау)
Ратешти (рум. Rătești) насеље је у Румунији у округу Бузау у општини Берка. Oпштина се налази на надморској висини од 172 m.

## Становништво
Према подацима из 2002. године у насељу је живело 698 становника, од којих су сви румунске националности.